# NGC 4094
NGC 4094 ist eine Balken-Spiralgalaxie vom Hubble-Typ SBc im Sternbild Rabe. Sie ist schätzungsweise 58 Millionen Lichtjahre von der Milchstraße entfernt.
Das Objekt wurde am 7. Mai 1836 von John Herschel entdeckt.